# 미쟝센 단편 영화제
미쟝센 단편 영화제(Mise-en-scene Short Film Festival, MSFF)는 매년 6월에 대한민국 서울에서 개최되는 영화제이다. 2021년 제20회 영화제를 끝으로 잠시 휴식기를 가졌던 미쟝센단편영화제가 4년 만에 제21회 영화제로 관객을 만난다. 제21회 미쟝센단편영화제는 한국 영화계를 대표하는 차세대 감독 7인(엄태화, 윤가은, 이상근, 이옥섭, 장재현, 조성희, 한준희)이 영화제의 새로운 집행부로 나섰다. 4년 만에 돌아온 제21회 미쟝센단편영화제는 국내 유일의 장르 단편영화제이자 한국영화계의 대표적인 등용문이라는 지난 성과와 정신을 계승하고자 한다. 지난 20년간 아모레 퍼시픽의 꾸준한 후원 속에 성장해온 미쟝센단편영화제는 2025년 네이버를 새로운 메인 후원사로 맞이해 동시대 젊은 창작자들과의 역동적인 만남을 예고한다. 급변하는 영화 산업 환경과 불확실한 생태계 속에서 익숙한 규범을 거부하고 장르의 경계를 유연하게 넘나드는 실험과 도전, 그리고 불확실한 현재와 미래를 향한 과감한 질문과 탐색, 자유롭고 열린 감각으로 새로운 서사와 영화언어의 가능성을 모색하는 단편영화의 난장(亂場)을 펼치려 한다.

## 개요
한국영화감독네트워크의 감독을 심사위원으로 선임하고, 또한 각 장르 별로 선임된 상임 집행위원이 예심 및 본심 과정을 총괄하여 새로운 상상력의 감수성을 드러내는 재기 발랄한 작품을 발굴하는 데 목적을 두고 있다.
4년 만에 재개된 미쟝센단편영화제는 슬로건과 섹션명을 전면 교체하였다. “What's Next”라는 슬로건으로, 고양이를 부탁해(사회적 관점을 다룬 드라마), 질투는 나의 힘(로맨스,멜로), 품행제로(코미디), 기담(공포, 판타지), 인정사정 볼 것 없다(액션, 스릴러) 5가지 장르로 구분하여 시상한다. 이 외 심사위원 특별상과 관객상, 촬영상, 연기상 등이 시상된다. 단편만의 경쟁 영화제로 장르마다 영화감독과 명예 심사위원인 영화 배우가 심사한다.

## 심사 과정 및 시상 부문
현재 활동하고 있는 젊은 감독을 집행위원으로 선임하고, 각 장르별로 선임된 집행위원 및 심사위원이 예심과 본심 과정을 총괄한다. 영화제 폐막식 때 장르별 최우수 작품 5편과 최우수 작품 중 대상으로 선정된 작품 1편, 심사위원 특별상, 미쟝센상을 시상한다.

## 연도별 영화제
- 제1회 미쟝센 단편 영화제 (2002년)
- 제2회 미쟝센 단편 영화제 (2003년)
- 제3회 미쟝센 단편 영화제 (2004년)
- 제4회 미쟝센 단편 영화제 (2005년)
- 제5회 미쟝센 단편 영화제 (2006년)
- 제6회 미쟝센 단편 영화제 (2007년)
- 제7회 미쟝센 단편 영화제 (2008년)
- 제8회 미쟝센 단편 영화제 (2009년)
- 제9회 미쟝센 단편 영화제 (2010년)
- 제10회 미쟝센 단편 영화제 (2011년)
- 제11회 미쟝센 단편 영화제 (2012년)
- 제12회 미쟝센 단편 영화제 (2013년)
- 제13회 미쟝센 단편 영화제 (2014년)
- 제14회 미쟝센 단편 영화제 (2015년)
- 제15회 미쟝센 단편 영화제 (2016년)
- 제16회 미쟝센 단편 영화제 (2017년)
- 제17회 미쟝센 단편 영화제 (2018년)
- 제18회 미쟝센 단편 영화제 (2019년)
- 제19회 미쟝센 단편 영화제 (2020년)
- 제20회 미쟝센 단편 영화제 (2021년)

## 같이 보기
- 부산 국제 영화제 (PIFF)